# Liste der Kulturdenkmale in Eisenberg (Thüringen)
Die Liste der Kulturdenkmale in Eisenberg (Thüringen) umfasst die als Einzeldenkmale, Bodendenkmale und Denkmalensembles erfassten Kulturdenkmale auf dem Gebiet der Stadt Eisenberg im thüringischen Saale-Holzland-Kreis (Stand: Februar 2020). Die Angaben in der Liste ersetzen nicht die rechtsverbindliche Auskunft der zuständigen Denkmalschutzbehörde.

## Legende
- Bild: zeigt ein Bild des Kulturdenkmals und gegebenenfalls einen Link zu weiteren Fotos des Kulturdenkmals im Medienarchiv Wikimedia Commons
- Bezeichnung: Name, Bezeichnung oder die Art des Kulturdenkmals
- Lage: Wenn vorhanden Straßenname und Hausnummer des Kulturdenkmals; Grundsortierung der Liste erfolgt nach dieser Adresse. Der Link Karte führt zu verschiedenen Kartendarstellungen und nennt die Koordinaten des Kulturdenkmals.
 Kartenansicht, um Koordinaten zu setzen – in dieser Kartenansicht sind Kulturdenkmale ohne Koordinaten mit einem roten bzw. orangen Marker dargestellt und können in der Karte gesetzt werden. Kulturdenkmale ohne Bild sind mit einem blauen bzw. roten Marker gekennzeichnet, Kulturdenkmale mit Bild mit einem grünen bzw. orangen Marker.
- Datierung: gibt das Jahr der Fertigstellung beziehungsweise das Datum der Erstnennung oder den Zeitraum der Errichtung an
- Beschreibung: bauliche und geschichtliche Einzelheiten des Kulturdenkmals, vorzugsweise die Denkmaleigenschaften
- ID: Die ID identifiziert das Kulturdenkmal eindeutig. In Thüringen sind aktuell keine IDs veröffentlicht. In der ID-Spalte kann sich auch folgendes Icon  befinden, dies führt zu Angaben zu diesem Kulturdenkmal bei Wikidata.

## Denkmalensembles nach Ortsteilen

### Eisenberg
| Bild                                    | Bezeichnung                                      | Lage | Datierung | Beschreibung | ID |
| --------------------------------------- | ------------------------------------------------ | --- | --------- | ------------ | -- |
| Fotos hochladen                         | Historische Stadtanlage (Denkmalensemble)        | Burgstraße, Fabrikstraße, Gartenstraße, Geraer Straße, Johannisgasse, Karl-Liebknecht-Straße, Kornmanngasse, Kreuzgasse, Lange Gasse, Leipziger Gasse, Lindengasse, Marktgasse, Mauergasse, Mittelgasse, Petersgasse, Rosa-Luxemburg-Straße, Schloßgasse Schorl, Schulgasse, Steinhausstraße, Steinweg, Wassergasse, Wurzelgasse, Wächtergasse |           |              |    |
| BW                                      | Villenviertel mit Schulgebäude (Denkmalensemble) | Krauseplatz 1; Geyersberg 2; Oststr. 4; Rosa-Luxemburg-Str. 9, 11, 13, 14, 15, 16, 17; Südstr. 1, 3, 3a, 5, 7 (Karte) |           |              |    |
| Direkt Bild zu diesem Denkmal hochladen | Stadtbefestigung                                 | um die Stadtanlage |           |              |    |
| BW                                      | Wohnhausreihe (Denkmalensemble)                  | August-Bebel-Straße 2, 4, 6, 8, 10, 10a, 12, 14, 16, 18 (Karte) |           |              |    |

## Einzel- und Bodendenkmale nach Ortsteilen

### Eisenberg
| Bild                                    | Bezeichnung | Lage                                                        | Datierung | Beschreibung | ID |
| --------------------------------------- | --- | ----------------------------------------------------------- | --------- | --- | -- |
| weitere Bilder Fotos hochladen          | Schloss Christiansburg mit Kapelle, Scheithof, sämtlichen Nebenanlagen sowie Park und Gärten                       | Burgstraße 1, 3, 5, 9, 11, 13, 15, 17, 19; Schloß 1 (Karte) |           | |    |
| weitere Bilder Fotos hochladen          | Katholische Pfarrkirche St. Mariä Verkündigung mit Ausstattung                                                     | Großer Brühl (Karte)                                        |           | |    |
| BW                                      | Wohnhaus | Adolf-Geyer-Straße 4 (Karte)                                |           | |    |
| BW                                      | Wohnhaus mit Ausstattung, Garten, Einfriedung und Stützmauer                                                       | Adolf-Geyer-Straße 29 (Karte)                               |           | |    |
| BW                                      | Wohnhaus mit Ausstattung                                                                                           | Altstadt 20 (Karte)                                         |           | |    |
| BW                                      | zwei Wohnblocks mit Vorgärten und Einfriedung                                                                      | Am Tonteich 1, 3, 5, 7, 9, 11 (Karte)                       |           | |    |
| weitere Bilder Fotos hochladen          | Empfangsgebäude des ehemaligen Bahnhofs mit Ausstattung                                                            | Bahnhofstraße (Karte)                                       |           | |    |
| weitere Bilder Fotos hochladen          | Wohnhaus mit Ausstattung                                                                                           | Burgstraße 5 (Karte)                                        |           | |    |
| BW                                      | Wohnhaus mit Ausstattung                                                                                           | Burgstraße 6 (Karte)                                        |           | |    |
| Fotos hochladen                         | Gedenkstein Todesmarsch                                                                                            | an der Friedrich-Ebert-Straße                               |           | |    |
| BW                                      | Wohn- und Geschäftshaus                                                                                            | Friedrich-Ebert-Straße 21 (Karte)                           |           | |    |
| BW                                      | Wohnhaus mit Ausstattung und Einfriedung                                                                           | Gartenstraße 40 (Karte)                                     |           | |    |
| weitere Bilder Fotos hochladen          | ehemaliger Bahnhof Eisenberg-Ost                                                                                   | Geraer Straße 71 (Karte)                                    |           | |    |
| BW                                      | Sparkassengebäude                                                                                                  | Großer Brühl 1a (Karte)                                     |           | |    |
| BW                                      | Gasthof „Zum schwarzen Ross“ – Sachteile Relief und Hauszeichen                                                    | Großer Brühl 5 (Karte)                                      |           | |    |
| Fotos hochladen                         | „Trompeterschlößchen – vulgo „Butte““ (Gast- und Wohnhaus)                                                         | Großer Brühl 11 (Karte)                                     |           | |    |
| BW                                      | Wohnhaus | Großer Brühl 12 (Karte)                                     |           | |    |
| Fotos hochladen                         | Wohnhaus mit Ausstattung, Garten, Baumbestand und Einfriedung                                                      | Jenaer Straße 6 (Karte)                                     |           | |    |
| BW                                      | Wohnhaus mit Ausstattung, Garten, Baumbestand und Einfriedung                                                      | Jenaer Straße 8 (Karte)                                     |           | |    |
| Fotos hochladen                         | Katholisches Pfarramt (Wohnhaus mit Ausstattung, Garten und Einfriedung)                                           | Jenaer Straße 12 (Karte)                                    |           | |    |
| BW                                      | Wohnhaus | Johannisgasse 9 (Karte)                                     |           | |    |
| BW                                      | Wohnhaus mit Ausstattung und Einfriedung                                                                           | Klosterlausnitzer Straße 18 (Karte)                         |           | |    |
| BW                                      | Wohnhaus mit Einfriedung                                                                                           | Klosterlausnitzer Straße 30 (Karte)                         |           | |    |
| BW                                      | Wohnhaus mit Ausstattung, Garten und Einfriedung                                                                   | Klosterlausnitzer Straße 32a (Karte)                        |           | |    |
| BW                                      | Steinkreuz (Wetterkreuz)                                                                                           | Königshofener Straße (Karte)                                |           | |    |
| Fotos hochladen                         | Krause-Denkmal | Krauseplatz (Karte)                                         |           | |    |
| BW                                      | Wohnhaus mit Ausstattung, Garten und Einfriedung                                                                   | Krauseplatz 1 (Karte)                                       |           | |    |
| Fotos hochladen                         | Wohnhaus mit Ausstattung                                                                                           | Krauseplatz 3 (Karte)                                       |           | |    |
| Fotos hochladen                         | Wasserturm | Ladestraße 2 (Karte)                                        |           | |    |
| Fotos hochladen                         | Wohnhaus mit Ausstattung                                                                                           | Lindengasse 6 (Karte)                                       |           | |    |
| weitere Bilder Fotos hochladen          | Evangelische Stadtkirche St. Peter mit Ausstattung                                                                 | Markt (Karte)                                               |           | |    |
| weitere Bilder Fotos hochladen          | Mohrenbrunnen | Markt (Karte)                                               |           | |    |
| Fotos hochladen                         | Wohnhaus und Hofmauer mit Tor                                                                                      | Markt 10 (Karte)                                            |           | |    |
| weitere Bilder Fotos hochladen          | Superintendentur (Wohn- und Verwaltungsgebäude)                                                                    | Markt 11 (Karte)                                            |           | |    |
| BW                                      | Wohnhaus mit Nebengebäude                                                                                          | Markt 22 (Karte)                                            |           | |    |
| Fotos hochladen                         | Wohn- und Geschäftshaus mit Ausstattung                                                                            | Markt 25 (Karte)                                            |           | |    |
| weitere Bilder Fotos hochladen          | Klötznersches Haus, ehemaliges Wohnhaus, jetzt Museum                                                              | Markt 26 (Karte)                                            |           | |    |
| weitere Bilder Fotos hochladen          | Rathaus | Markt 27, 28 (Karte)                                        |           | |    |
| BW                                      | Bankgebäude mit Ausstattung                                                                                        | Martin-Luther-Straße 2 (Karte)                              |           | |    |
| Direkt Bild zu diesem Denkmal hochladen | Wassersammelhäuschen                                                                                               | Mühlenstraße                                                |           | |    |
| weitere Bilder Fotos hochladen          | Friedhofsgebäude                                                                                                   | Mühlenstraße 51 (Karte)                                     |           | Einfriedung mit Toranlage, Kapelle, Pförtnerhaus, Glockenstuhl mit Glocken, Grabmal Geyer, Gedenkstein für Kinder von Zwangsarbeiterinnen |    |
| BW                                      | Wohnhaus mit Ausstattung, Garten und Einfriedung                                                                   | Rosa-Luxemburg-Straße 14 (Karte)                            |           | |    |
| Fotos hochladen                         | Wohnhaus | Rosa-Luxemburg-Straße 16 (Karte)                            |           | |    |
| BW                                      | Gasthof „Zum Mohren“                                                                                               | Roßplatz 18 (Karte)                                         |           | |    |
| BW                                      | ehemaliges Hotel „Stadt Leipzig“                                                                                   | Rudolf-Breitscheid-Straße 22 (Karte)                        |           | |    |
| weitere Bilder Fotos hochladen          | Schiller-Gymnasium mit Turnhalle, Schulgarten mit Einfriedung                                                      | Schillerstraße 1 (Karte)                                    | 1906      | |    |
| weitere Bilder Fotos hochladen          | Schlagksches oder Balthasarsches Haus (Wohn- und Geschäftshaus)                                                    | Schlossgasse 1 (Karte)                                      |           | |    |
| BW                                      | Ostschule mit Turnhalle                                                                                            | Schlossgasse 17 mit Wassergasse 5 (Karte)                   |           | |    |
| BW                                      | ehemalige Knabenschule                                                                                             | Schulgasse 15 (Karte)                                       |           | |    |
| Fotos hochladen                         | Portal, Fenstergewände und Balkendecke in der ehemaligen Torfahrt                                                  | Steinweg 2 (Karte)                                          |           | |    |
| BW                                      | Wohn- und Geschäftshaus mit Ausstattung                                                                            | Steinweg 6 (Karte)                                          |           | |    |
| BW                                      | Wohn- und Geschäftshaus mit Ausstattung                                                                            | Steinweg 14 (Karte)                                         |           | |    |
| BW                                      | Wohn- und Geschäftshaus                                                                                            | Steinweg 22 (Karte)                                         |           | |    |
| BW                                      | Geyers Villa (Wohnhaus mit Ausstattung, Remise / Kutscherhaus und Parkanlage mit Parkarchitektur (heute Tierpark)) | Südstraße 1 / Geyersberg 2 (Karte)                          |           | |    |
| BW                                      | Wohnhaus mit Ausstattung, Garten mit Baumbestand und Einfriedung                                                   | Südstraße 3 (Karte)                                         |           | |    |
| BW                                      | Wohnhaus mit Ausstattung                                                                                           | Südstraße 5 (Karte)                                         |           | |    |
| BW                                      | Schulgebäude mit Ausstattung                                                                                       | Wiesenstraße 23 (Karte)                                     |           | |    |

### Friedrichstanneck
| Bild                           | Bezeichnung                                                        | Lage                         | Datierung | Beschreibung | ID |
| ------------------------------ | ------------------------------------------------------------------ | ---------------------------- | --------- | ------------ | -- |
| weitere Bilder Fotos hochladen | Schloss Friedrichstanneck mit Pavillon, Turm, Park und Einfriedung | Saasaer Straße 1, 1e (Karte) |           |              |    |

### Kursdorf
| Bild | Bezeichnung                                                    | Lage                                    | Datierung | Beschreibung | ID |
| ---- | -------------------------------------------------------------- | --------------------------------------- | --------- | ------------ | -- |
| BW   | Mühlengehöft & Mahltechnik & Pflasterung & Mühlgraben & Brücke | Kursdorfer Straße 21 (Karte)            |           |              |    |
| BW   | Grabhügel                                                      | Jagen 88 (Karte)                        |           | Bodendenkmal |    |
| BW   | Hügelgräberfeld                                                | Jagen 90 und 91 (Karte)                 |           | Bodendenkmal |    |
| BW   | Hügelgräberfeld                                                | südlich der „Alten Straße“ (Karte)      |           | Bodendenkmal |    |
| BW   | Steinkreuz (Nachbildung)                                       | etwa 500 m südöstlich des Ortes (Karte) |           | Bodendenkmal |    |

### Saasa
| Bild                           | Bezeichnung                                                  | Lage                          | Datierung | Beschreibung | ID |
| ------------------------------ | ------------------------------------------------------------ | ----------------------------- | --------- | ------------ | -- |
| weitere Bilder Fotos hochladen | Kirche mit Ausstattung, Kirch- bzw. Friedhof und Einfriedung | Saasa (Karte)                 |           |              |    |
| BW                             | ehemaliges Forsthaus (Gehöft)                                | Saasa 31 (Karte)              |           |              |    |
| BW                             | Jakobskapelle                                                | Staatsforst Hainspitz (Karte) |           | Bodendenkmal |    |